# Fury (Stefano Lentini)
Fury è il dodicesimo album pubblicato dal compositore e musicista Stefano Lentini. Uscito il 16 novembre 2018 per l'etichetta fondata dallo stesso autore, Coloora Records. È un progetto alternative-classic che fonde sonorità sinfoniche con influenze derivanti dal folk e dall’elettronica. Album di matrice prevalentemente strumentale, Fury ha origine dall’esplorazione del territorio che genera la rabbia, la furia e la ricerca di un suo significato libero da censure. L'album è stato definito da Rolling Stone come "un viaggio nei lati più oscuri della mente umana".

## Tracce
Testi di Stefano Lentini.
1. r73 – 1:45
2. Suite After The Furies – 3:35
3. Les Fleurs Du Mal – 4:56
4. Unaided eye – 3:52
5. Fury – 3:07
6. You Must Respect The Sea – 5:04
7. Adagio – 4:31
8. Ouverture II – 4:08
9. Introitus – 2:37
10. Shine on, darkness – 3:11
11. Stabat Mater, Concert for violin and orchestra – 9:05
12. White Fish Black Fish – 4:05

## Musicisti
- Stefano Lentini – chitarra classica e acustica, tastiere, basso elettrico, percussioni
- Gilda Buttà – pianoforte
- Marco Rovinelli – batteria
- Pasquale Laino - sax
- Andrea Marzari - chitarra elettrica
- Federica Balucani - soprano
- Antonella Capurso - contralto
- Adriano Caroletti - tenore
- Luca Cipriano - clarinetto e corno di bassetto
- Alessandro Gwis - pianoforte
- Paolo Innarella - bansuri
- Paul Andrew - dumbek
- Juanjo Mosalini - accordeon
- Luca Peverini - violoncello
- Nathalie Reaux - parlato
- Lorenzo Rundo - viola
- Mauro Tortorelli - violino
- PMCE Parco della Musica Contemporanea Ensemble - orchestra
- The City of Rome Contemporary Music Ensemble  - orchestra
- Tonino Battista - direttore d'orchestra
- Emanuele Bossi - direttore d'orchestra
- Flavio Emilio Scogna - direttore d'orchestra

Design
- Andy Gilmore – artwork
- Riccardo Fidenzi – design grafico
- Elisa Fiore - assistente
- Stefano Lentini - art direction

Tecnici
- Stefano Lentini – produttore
- Geoff Foster – mixing
- Stephen Marcussen - mastering
- Stefano Lentini - ingegnere del suono
- Simone Sciumbata - ingegnere del suono
- Davide Palmiotto - ingegnere del suono
- Giovanni Caruso - ingegnere del suono
- Andrea Secchi - ingegnere del suono
- Paolo Modugno ingegnere del suono
- Diego Guarnieri - arrangiatore aggiunto
- Damien Salançon - arrangiatore aggiunto
- Giovanni Bacalov - arrangiatore aggiunto
- Paolo Annunziato - assistente, copista
- Annalisa Bearzatto - coordinatrice e contenuti creativi
- Açelya Yönaç - traduttrice